# Here, There and Everywhere
Pistes de Revolver
Love You To Yellow Submarine
Here, There and Everywhere est une chanson des Beatles, écrite principalement par Paul McCartney, avec la participation de John Lennon. Elle apparaît sur l'album Revolver sorti en 1966. John Lennon et George Martin ont tous deux déclaré qu'il s'agissait d'une des chansons des Beatles qu'ils préféraient, tandis que l'ingénieur du son Geoff Emerick en a fait le titre de son livre de mémoires. 

## Genèse
Paul McCartney compose cette chanson au bord de la piscine de la maison de John Lennon, un après-midi de juin 1966, alors qu'il vient d'entendre l'album Pet Sounds des Beach Boys. Impressionné par la complexité musicale et la qualité des harmonies vocales de cette œuvre (et en particulier, le titre God Only Knows), il tente de créer la même ambiance. Ce qui est considéré comme sa plus belle chanson d'amour est également inspiré par sa petite amie du moment, l'actrice Jane Asher, avec qui il traverse une très bonne période à cette époque.  
Paul raconte : « Je me suis assis à côté de la piscine sur l'une des chaises longues avec ma guitare et j'ai plaqué un accord de mi, puis j'ai trouvé d'autres accords, et je crois que quand John s'est levé j'avais écrit toute la chanson, alors on est entré à l'intérieur pour la terminer. »

## Enregistrement
Comme l'explique l'ingénieur du son Geoff Emerick, « De façon incroyable, toutes les pistes de Revolver ont été créées dans le studio, sous nos propres yeux. Les Beatles n'avaient pas répété auparavant, il n'y avait eu aucune pré-production. Quelle incroyable expérience ce fut de voir chaque chanson se développer et fleurir entre ces quatre murs! Quasiment tous les après-midi, John, Paul ou George arrivaient avec une feuille de papier gribouillée avec des paroles ou une séquence d'accords, et en un jour ou deux, nous avions une nouvelle merveille couchée sur bande. À chaque fois, je pensais Wow, à quoi va ressembler la prochaine ?, ce qui me donnait la volonté de rendre le son encore meilleur pour essayer de dépasser ce que nous avions déjà fait »
Cette réflexion s'applique tout particulièrement à Here, There and Everywhere, qui est restée la chanson préférée de Paul McCartney, comme de Geoff Emerick, qui en a même fait le titre de son livre de mémoires publié en 2006. L'enregistrement de la chanson s'étale sur trois journées, les 14, 16 et 17 juin 1966, en vue de la fin des sessions de l'album. Dès le premier jour, les harmonies des trois Beatles (les oooooh), un superbe travail mené par George Martin, sont mises en boîte, chantées plus vite que ce qu'on entend sur le disque, le procédé nommé vari-speed étant largement utilisé sur ce titre. La piste rythmique de base comprend guitare acoustique, claquements de doigts, et délicat jeu de batterie de Ringo Starr avec des balais. C'est la prise 13 qui sera utilisée.
« Nous avons planifié l'utilisation des pistes avec beaucoup de précautions, afin d'en conserver une pour la basse et permettre à Paul de pouvoir se concentrer sur chaque note au moment d'enregistrer l'overdub », raconte Geoff Emerick. Le 16 juin de nouveaux vocaux sont enregistrés ainsi que la basse de Paul McCartney, qui occupe donc une des quatre pistes à elle seule. Le 17 juin, enfin, l'auteur de la chanson double son chant principal et la chanson est prête à être mixée.

### Interprètes
- Paul McCartney – basse, guitare rythmique, chant soliste doublé, chœurs, claquements de doigts
- John Lennon – chœurs, claquements de doigts
- George Harrison – guitare, chœurs, claquements de doigts
- Ringo Starr – batterie, maracas, claquements de doigts
- selon Ian MacDonald

### Équipe technique
- George Martin - production
- Geoff Emerick - ingénieur du son
- Phil McDonald - ingénieur du son assistant

## Paroles et musique
Ce titre de Paul McCartney évoque une relation amoureuse idéale (celle qu'il vit avec Jane Asher au moment de l'écriture), basée sur la confiance (« Si elle est là, je sais que je ne dois pas m'en faire »), et quelque peu fusionnelle (« L'aimer, c'est avoir besoin d'elle partout »). Ce dernier point est intéressant à mettre en parallèle avec une chanson précédente de McCartney, I'm Looking Through You, où il accusait Jane Asher de ne plus être la même, à cause notamment de son déménagement qui l'empêchait de l'avoir à sa disposition.
À propos de la structure des paroles, Paul McCartney note : « Cette chanson présente deux ou trois choses intéressantes dans sa structure : la façon dont le texte combine les trois éléments, chacun ayant son couplet. Il y a le couplet qui traite du « here » (« ici »), celui du « there » (« là »), et le dernier résume tout cela en parlant du « Everywhere » (« partout »). C'est une structure très claire. Et j'aime la mélodie. John m'a peut-être aidé pour les quelques derniers mots. »
La chanson est remarquable par le passage du mode majeur du couplet, au mode mineur du pont de la chanson. Les chœurs « woooo woooo » qui suivent la montée harmonique dans le couplet et qui se taisent dans le refrain en mineur, ont été conçus à la manière des Beach Boys. Paul McCartney double l'enregistrement de sa voix et, de façon inhabituelle, passe des falsetto (voix de tête) à la voix normale et inversement. Il explique : « Quand je l'ai chantée en studio, je me rappelle m'être dit : chante-la comme Marianne Faithfull. »

## Parution et réception
Cette chanson sera publiée sur les versions britannique et américaine de Revolver et sur le disque compilation Love Songs paru en 1977. Une nouvelle version apparaîtra ensuite sur le maxi Real Love en 1995 ; c'est la prise 7, enregistrée le 16 juin 1966, avec l'ajout des chœurs sur le vers final.
Pour sa part, Paul McCartney joue Here, There and Everywhere dans la séquence d'ouverture de son film de 1984, Give My Regards to Broad Street et l'a jouée en public aussi bien avec les Wings qu'en solo et des versions seront publiés sur les disques Unplugged (The Official Bootleg), Paul Is Live et, avec son groupe actuel constitué de Abe Laboriel Jr (batterie), Rusty Anderson et Brian Ray (guitares) et Paul « Wix » Wickens (claviers et accordéon sur ce titre), Back in the U.S..
En 2022, pour la réédition de  Revolver, elle est demixée grâce à un algorithme d'intelligence artificielle, développé par l'équipe de Peter Jackson pour le projet The Beatles: Get Back, qui permet d'enseigner à l'ordinateur de reconnaître les voix individuelles, le son des guitares, de la basse et de la batterie, etc, afin de les placer sur une piste différente. Ceci a permis à Giles Martin de remixer la chanson. Un vidéoclip, produit par Rok Predin de Trunk Animation, est mis en ligne le 7 décembre. L'année suivante, la chanson est rajoutée à la version élargie de l'« Album rouge ».

## Reprises et utilisations
Figurent parmi les artistes ayant repris cette chanson :
- Petula Clark sur l'album Colour my World - Who Am I (1967) ;
- Jose Feliciano sur Feliciano ! (1968) ;
- Bobbie Gentry sur Local Gentry (1968) ;
- Astrud Gilberto sur September 17, 1969 (1969) ;
- Tony Bennett sur Tony Sings the Great Hits of Today (1969) ;
- Count Basie sur Basie on the Beatles (1969) ;
- Fred Van Zegveld sur Dynamite (1969) ;
- Tubby Hayes sur The Orchestra (1970) ;
- Emmylou Harris sur Elite Hotel (1975) ;
- Sarah Vaughan sur Songs of the Beatles (1981) ;
- Brenda Wootton sur Lyonnesse (1982) ;
- Stéphane Grappelli, Elena Duran (en) et Laurie Holloway (en) sur Bach to the Beatles (1991) ;
- Cilla Black sur Through the Years (1993) ;
- Wess sous le nom Una che dice di sì
- James Galway sur Wind of Change (1996) ;
- George Martin et Céline Dion sur In My Life (1998) ;
- Laurent Voulzy sur La Septième Vague (2006) ;
- Clay Aiken ;
- Gianni Morandi sous le nom Una che dice di sì
- George Benson ;
- John McDermott (en) ;
- les Flying Pickets (dans une version a cappella) ;
- Ima sur "A la vida!" (2009) ;
- David Gilmour sur David Gilmour and Friends (2015) ;

On peut entendre cette chanson dans la série Friends (Saison 10, épisode 12) : lors du mariage de Phoebe, son amie Marjorie la joue au steel drum.